# Péroy-les-Gombries
Péroy-les-Gombries è un comune francese di 1 057 abitanti situato nel dipartimento dell'Oise della regione dell'Alta Francia.

## Società

### Evoluzione demografica
Abitanti censiti